# Scopula timia
Scopula timia är en fjärilsart som beskrevs av Louis Beethoven Prout 1916. Scopula timia ingår i släktet Scopula och familjen mätare. Inga underarter finns listade.